# Косынка, Григорий Михайлович
Григорий Михайлович Косынка (укр. Григо́рій Миха́йлович Косинка; настоящая фамилия Стрелец, укр. Стрілець; 1899—1934) — украинский советский писатель и переводчик. Один из представителей украинского расстрелянного возрождения.

## Биография
Родился в бедной крестьянской семье. С малых лет пас чужой скот, зимой ходил в земскую школу в соседнем селе Красном, откуда была родом его мать. В 1908 году в поисках лучшей жизни семья переехала на Дальний Восток, начала строить дом на берегу Амура, но уже через полгода вернулась на родину. Весной Григорий полол свёклу, осенью работал в панской экономии — погонщиком скота или работником у машины. Мать зарабатывала шитьём, отец подрабатывал на сахароварне.
Роман Онищенко, дед Григория по матери, выучил его читать, познакомил с «Кобзарём» Т. Шевченко и подарил три тоненькие тетради, в которые мальчик записывал услышанные от матери и односельчан песни. В детстве Григорий читал в основном книги, которые привозил его неграмотный отец, часто ездивший в Киев на заработки, — приключенческую литературу на русском языке. Его первой украинской книгой стала повесть «Конотопская ведьма» Г. Квитки-Основьяненко.
В 1913 году окончил начальную школу в с. Красном, работал писарем. В 1914 году переехал в Киев, где устроился чистильщиком обуви, а затем курьером-регистратором в земской управе, что дало возможность посещать и закончить вечерние гимназические курсы.
Во время гражданской войны был в повстанческом отряде атамана Зелёного, позже вступил в ряды армии УНР, участник боевых действиях против «красных», за что некоторое время сидел в тюрьме. Примкнул к левым эсерам («Украинская партия социалистов-революционеров (боротьбистов)»), которые в то время симпатизировали большевикам. В мае 1919 года в газете «Борьба» был напечатан автобиографический этюд «На буряки» за подписью Г. Косынка, ставшей с тех пор псевдонимом писателя.
В 1920 поступил в Киевский институт народного образования, но из-за материальных затруднений в 1922 оставил учёбу. Часто выступал со своими произведениями на литературных вечерах, собраниях Всеукраинской академии наук.
В 1920 году входил в состав литературной группы «Гроно». В 1922 году, уже после распада «Грона», вышел первый сборник писателя «На золотих богів». Печатался в журналах, вынужден был подрабатывать редактором в разных изданиях, ответственным секретарём ВУФКУ, сценаристом на Киевской кинофабрике, в Государственном издательстве Украины, на радио.
В 1923—1924 директор Киевского и Харьковского радиокомитетов, входил в литобъединение «Аспис». Переписывался с В. Винниченко, В. Стефаником. В 1924 женился на Тамаре Михайловне Мороз, дочери главы Всеукраинского православного церковного совета УАПЦ. В их доме на Владимирской улице, на территории Софийского собора, часто собирались члены литературного объединения «Ланка» («Звено»), которое в 1926 году было переименовано в «Мастерская революционного слова» (МАРС).
В 1920—1930-е годы был напечатан целый ряд сборников писателя: «В житах» («Во ржи», 1926), «Політика» («Политика», 1927), «Вибрані оповідання» («Избранные рассказы», 1929) и др.
Осенью 1929 вождь украинских большевиков С. Косиор на публичном выступлении объявил Косынку буржуазным националистом, официальная критика обвинила его в исповедовании «кулацкой идеологии». После ликвидации литорганизаций в 1932 начал заниматься переводами («Мёртвые души» Н. Гоголя), писал киносценарии, которые так и остались неиспользованными. Его последний сборник рассказов «Серце» («Сердце», 1933) был запрещён к распространению цензурой.
4 ноября 1934 года арестован НКВД по обвинению в принадлежности к украинской националистической террористической организации и 15 декабря того же года расстрелян в Киеве. В 1957 году посмертно реабилитирован.

## Творчество
В своем творчестве Г. Косынка развивает лучшие традиции украинской новеллистики начала XX века, в частности, М. Коцюбинского, С. Васильченко, В. Стефаника.
Писатель стремится на ограниченном времени и пространстве художественного произведения изобразить трагический разрыв с современным ему миром, с которым персонажи его новелл не могут ужиться. Для изображения индивидуальных характеров Г. Косынка искусно использует такие средства психологического анализа, как индивидуализация речи, точная и лаконичная художественная деталь, символический пейзаж, показ мельчайших нюансов психологического состояния персонажей. Общественные проблемы в произведениях Г. Косынки обычно проходят через индивидуализированное восприятие героев, что исключает односторонние оценки, подчеркивая преимущество общечеловеческих ценностей над классово-идеологическими.

## Избранные произведения
- «На буряки» (Згадка з дитячих літ) (1919)
- «Мент» (1920)
- «За земельку» (1920)
- «Перед світом» (1920)
- «На золотих богів» (1920)
- «Троєкутний бій» (1921)
- «Заквітчаний сон» (1923)
- «Сорочка» (1923)
- «Фавст» (1923)
- «Голова Ході» (1923)
- «Постріл» (1924)
- «Анкета» (1924)
- «В житах» (1925)
- «Мати» (1925)
- «За ворітьми» (1925)
- «Політика» (1926)
- «Циркуль» (1926)
- «Серце» (1931)
- «Гармонія» (1933)
- «Змовини» (1933) и др..

## Память
- В родном селе писателя в 1979 году был установлен памятник Григорию Косынке (скульптор Г. Кальченко, архитектор А. Игнащенко).
- бюст в Киеве на Владимирской улице
- в 2001 году учреждена Киевская областная литературная премия имени Григория Косынки.